# Parti conservateur (Nicaragua)
Pour les articles homonymes, voir Parti conservateur.
Le Parti conservateur (PC) (Partido Conservador) est un parti politique du Nicaragua, membre de l'Union des partis latino-américains, et observateur de l'Union démocrate internationale.

## Historique
Le Parti conservateur est un des plus anciens partis du Nicaragua. Il a été fondé par des membres de l'élite de Granada à la fin des années 1830 lorsque le Nicaragua est devenu comme une république indépendante. Comme dans de nombreux pays d'Amérique latine, un conflit politique a opposé pendant très longtemps conservateurs et libéraux entrainant une guerre civile quasi constante dans les années 1840 et 1850. En 1857, après l'épisode William Walker, les conservateurs ont pris le pouvoir et dominé le pays pendant 35 ans.
En 1893, le Parti conservateur est divisé, et les libéraux en profitent pour les renverser. Le parti conservateur revient au pouvoir en 1910 à la suite de l'intervention des troupes américaines. Il y reste jusqu'en 1926 où une autre rébellion libérale  met en place un gouvernement de coalition.
Des factions conservatrices et libérales aident Anastasio Somoza Garcia à prendre le pouvoir. Somoza établit une dictature et crée son propre parti, le Parti nationaliste libéral. Le Parti conservateur ne s'est jamais remis de ses déboires des périodes précédentes. Cependant des conservateurs se sont vigoureusement opposés au régime de Somoza, s'associant à d'autres partis au sein d'une Union nationale d'opposition.
En 1984, lors des premières élections après la Révolution sandiniste, les conservateurs se placent en deuxième position derrière le FSLN. En 1990 les conservateurs sont devenus la troisième force politique du pays, mais loin derrière les sandinistes et le Parti libéral constitutionnel. Lors des élections législatives, tenues le 4 novembre 2001, le parti a remporté 2,1 % des suffrages et 2 sièges sur 90 à l'Assemblée nationale. 
En 2006, le Parti conservateur rejoint l'Alliance libérale nicaraguayenne et soutient Eduardo Montealegre aux élections  présidentielles. Aux élections du Congrès, l'Alliance arrive en troisième position mais obtient un nombre de sièges équivalent à celui du Parti libéral constitutionnel.